# Juan Santamaría
(Canzone degli scolari della Costa Rica)
Juan María Santamaría Rodríguez (Alajuela, 29 agosto 1831 – Rivas, 11 aprile 1856) è stato un militare costaricano, riconosciuto ufficialmente come eroe nazionale della Repubblica della Costa Rica. L'11 aprile  è stato dichiarato in Costa Rica Giorno di Juan Santamaría per commemorare la sua morte.

## Biografia

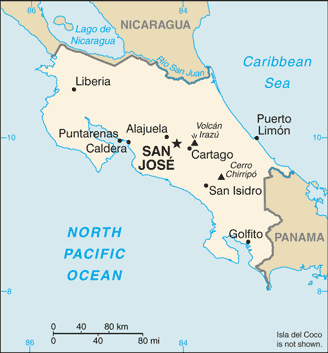
Nella mappa la città di Alajuela a Nord di San Josè

Quando l'avventuriero e mercenario statunitense William Walker rovesciò il governo del Nicaragua tentando poi di conquistare altri stati dell'America Centrale, compresa la stessa Costa Rica, al fine di creare un impero personale a regime schiavista, il presidente della Costa Rica, Juan Rafael Mora Porras chiamò il popolo a prendere le armi e a marciare contro l'invasore straniero.
Santamaría, un povero lavoratore, figlio illegittimo cresciuto dalla sola madre, si arruolò nell'esercito come tamburino. I suoi compagni d'arme lo soprannominarono el erizo (l'istrice), a motivo dei suoi capelli ispidi.
Dopo essersi scontrati con un contingente di soldati di Walker a Santa Rosa nella provincia di Guanacaste, le truppe costaricane continuarono la loro marcia verso il nord e attaccarono la città di Rivas in Nicaragua l'8 aprile 1856. I combattimenti furono feroci ma i costaricani non riuscirono a sloggiare gli uomini di Walker asserragliati in una locanda posta quasi al centro della città che assicurava loro una posizione strategica dominante.
La leggenda racconta che l'11 aprile il generale José María Cañas, salvadoregno pensò di mandare un soldato ad incendiare con una torcia la locanda. Molti soldati tentarono l'impresa ma fallirono: anche Santamaría si offrì volontario alla sola condizione che se fosse stato ucciso si prendessero cura di sua madre. Santamaría, pur ferito a morte dai nemici, riuscì prima di morire a incendiare la locanda, contribuendo così decisivamente alla vittoria dei costaricani.

## I dubbi sul racconto della morte
Questo episodio sembrerebbe apparentemente sostenuto dalla domanda di pensione di Stato avanzata nel novembre 1875 dalla madre di Santamaría e documenti governativi attestano che la pensione fu concessa e corrisposta.
Molti storici si sono chiesti se il racconto della morte di Santamaría fosse autentico e hanno cercato di appurare se l'eroe fosse morto in quell'occasione o in un'altra battaglia.
Alla fine del XIX secolo intellettuali e politici costaricani fecero di Juan Santamaría il simbolo della loro ideologia nazionalista.

## I due monumenti
A Juan Santamaría è stato eretto un monumento nella piazza principale di Alajuela e a lui è stato dedicato un museo nella stessa città. Il corpo e l'uniforme della statua che rappresenta Santamaría non corrispondono alla sua descrizione per un errore di spedizione: la statua nella piazza di Alajuela raffigurava un soldato francese ed era destinata ad Haiti.
Questa in effetti è una leggenda metropolitana: le statue in realtà erano due. Una fu collocata in Alajuela e l'altra nella sede dell'Assemblea legislativa della Costa Rica e ambedue furono commissionate dal governo nel 1891: riguardo all'uniforme, nella seconda metà del secolo XIX nell'esercito costaricano le uniformi erano simili a quelle adottate nell'esercito francese e gli stessi ufficiali costaricani erano addestrati in Francia.
Anche il principale aeroporto della Costa Rica è stato intitolato all'eroe nazionale con il nome di Aeroporto internazionale Juan Santamaría.